# Paolo Zunino
Paolo Maria Pio Zunino (Rapallo, 2 luglio 1848 – Rapallo, 8 ottobre 1923) è stato un avvocato e politico italiano.

## Biografia
Laureato a Genova, avvocato nella stessa città, si interessa fin da giovane alla vita politica. È consigliere comunale di Rapallo nel 1872, consigliere provinciale di Genova per il mandamento della sua città nel 1889, consigliere e membro della Deputazione provinciale di Genova dal 1895. Dal 1903 al 1918 è presidente della provincia, mentre in seguito, dal 1918 al 1923, ricopre la carica di presidente del consiglio provinciale.
Nel capoluogo ligure è consigliere comunale, vicepresidente dell'Ospedale Galliera, vicepresidente del Consorzio autonomo del porto. Dal 1919 è professore aggregato alla cattedra di giurisprudenza dell'Università di Genova. Nominato senatore nel 1922.